# Bičkarji ovratničarji
Bičkarji ovratničarji (znanstveno ime Choanoflagellata) so živalski bičkarji (Zooflagellata), ki živijo posamično ali v kolonijah. Zanje je značilno, da imajo okrog bička ovratnik iz mikrovilov (številni vzporedni celični izrastki). Nanj se lepijo drobni organski delci in mikroorganizmi, s katerimi se ovratničarji hranijo. Bičkarji ovratničarji delajo z bičkom vodni tok, da prinaša žrtve na ovratnik.  
V davni geološki preteklosti naj bi se iz kolonijskih ovratničarjev razvile spužve.